# Gare de Courlay
La gare de Courlay était une gare ferroviaire française, fermée et détruite, de la ligne de La Possonnière à Niort, située sur le territoire de la commune de Courlay, dans le département des Deux-Sèvres, en région Nouvelle-Aquitaine. 

## Situation ferroviaire
La gare de Courlay était située au point kilométrique (PK) 99,76x de la ligne de La Possonnière à Niort, entre les gares ouvertes de Bressuire et de Niort. Elle était séparée de Niort par la gare, aujourd'hui fermée, de Moncoutant.

## Histoire
La section reliant La Possonnière à Cholet est inaugurée le 24 septembre 1866. Quant au tronçon Cholet-Niort, desservant la commune de Courlay, son ouverture intervient le 28 décembre 1868 sous l’égide de la Compagnie des chemins de fer de Paris à Orléans. Sur le territoire de Courlay, la voie ferrée s’étend sur 4 212,5 mètres, traversant les localités de Terves à Saint-Jouin-de-Milly. Sa réalisation nécessite des travaux d’envergure, incluant l’expropriation de multiples parcelles ainsi que l’emploi d’explosifs pour le percement du tracé. Ces chantiers, sources de nuisances sonores et de perturbations, mobilisent une main-d’œuvre hétérogène, fréquemment issue de conditions précaires. Les doléances engendrées par ces désagréments sont consignées dans les registres municipaux de l’époque.
La gare de Courlay cessa définitivement son exploitation voyageurs en 1968, concomitamment à la suppression du service des voyageurs sur la ligne ferroviaire La Possonnière-Niort. Le trafic des marchandises, en revanche, perdura jusqu’en décembre 1989. À la suite de sa désaffectation, l’édifice fut acquis par la municipalité. Une délibération du conseil municipal, en date du 25 juin 1974, ratifia l’achat des terrains de la gare, d’une étendue de 12 234 mètres carrés, alors propriété de la SNCF. Le 28 août de la même année, le préfet des Deux-Sèvres prononça la déclaration d’inutilité ferroviaire pour l’ancienne halle aux marchandises et son emprise attenante. L’infrastructure fut finalement démolie au milieu des années 1970.